# ولاية فرجينيا في الطوابع الأمريكية
تم تصوير وإحياء تاريخ ولاية فرجينيا منذ الفترة الاستعمارية وحتى العصر المعاصر على طوابع بريدية تحكي عن العديد من الشخصيات والأماكن والأحداث المهمة التي تتعلق بتاريخ الولاية. تتميز الموضوعات بغناها بشكل خاص في التاريخ الأمريكي المبكر والمعالم التاريخية والرؤساء الذين ولدوا أو نشأوا في الولاية، من بينهم جورج واشنطن، أول رئيس للولايات المتحدة.

## الأحداث التاريخية

### مستوطنة جيمس تاون
في عام 1907، أصدر مكتب البريد سلسلة من ثلاثة طوابع تكريمًا بمناسبة معرض جيمس تاون ‏ الذي أُقيم في ذلك العام في نورفولك بين 26 أبريل و1 ديسمبر للاحتفال بالذكرى الـ300 لتأسيس مستوطنة جيمس تاون في عام 1607، التي كانت من أولى المستعمرات الكبيرة الإنجليزية في أمريكا الشمالية. يظهر على الطابع البريدي فئة 1 سنت صورة لجون سميث، القائد الذي يُنسب إليه نجاح المستعمرة. كحاكم، أنهى سميث "زمن المجاعة" بمقولته الشهيرة: "من لن يعمل، لن يأكل." الصورة مأخوذة من نقش لسيمون دي باس (Simon Van de Passe). كان هذا الطابع يغطي تكلفة إرسال البطاقات البريدية بسعر 1 سنت؛ وتم إنتاج 78 مليون نسخة منه.
يصور الطابع الأحمر فئة 2 سنت هبوط المستعمرين الإنجليز، مع ظهور سفينة سميث "ذا ديسكفري" في الخلفية. كان هذا الإصدار يغطي تكلفة البريد المحلي من الدرجة الأولى؛ وتم طباعة 149 مليون نسخة منه. أما الطابع فئة 5 سنت فيصوّر بوكاهانتس، التي لعبت دورًا حيويًا في بقاء المستعمرة؛ حيث أدى زواجها من جون رولف، المعروف بزراعة التبغ، إلى إقامة علاقات سلمية بين المستوطنين وقبائل بوهاتان المجاورة خلال حياتها.

الصورة المحفورة لبوكاهونتاس مستوحاة من صورة لسيمون فان دي باس عام 1616، والتي ظهرت في كتاب نشره جون سميث عام 1624. كان الطابع فئة 5 سنت يغطي تكلفة إرسال الرسائل ذات الوزن الكبير أو الوجهات الخارجية؛ وتم إصدار حوالي 8 ملايين نسخة منه.

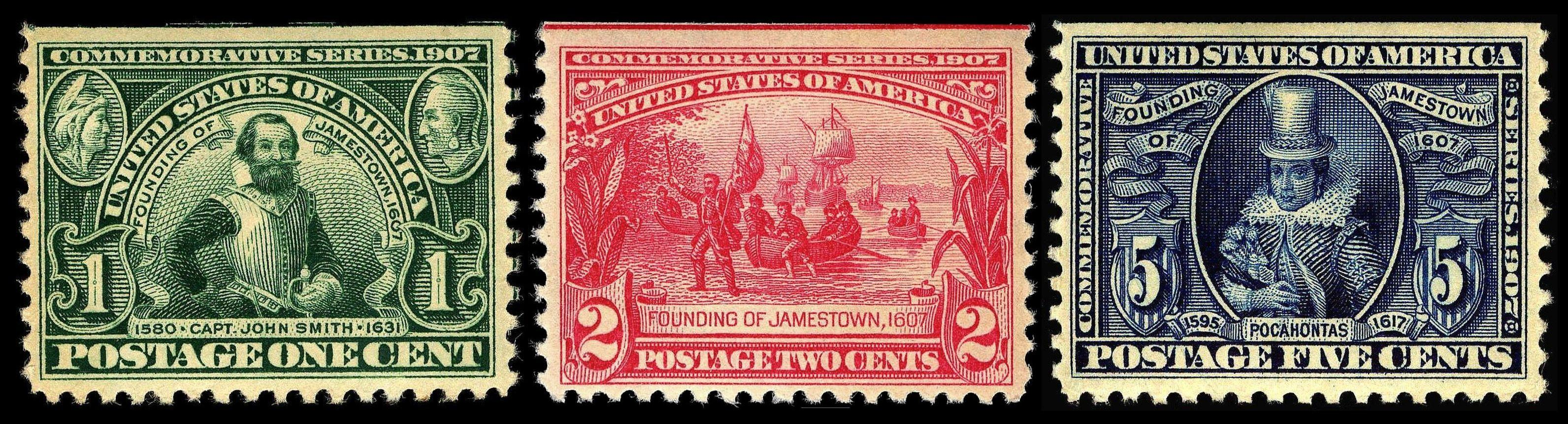
طوابع معرض جيمس تاون التذكارية، إصدار 1907

تم الاحتفال بالذكرى السنوية الـ400 لمستوطنة جيمس تاون في ولاية فرجينيا بإصدار طابع بريدي بقيمة 41 سنتًا في 11 مايو 2007. الطابع على شكل مثلث كما كان الحصن الأصلي الموجود هناك. أظهرت منطقة الحافة الموجودة على الجهة الأمامية من طوابع مكونة من 20 قطعة لوحة لجيمس تاون في وقت مبكر من حياة ريتشارد شليكت، والتي راجعها علماء الآثار الذين قاموا بعد ذلك بالتنقيب في الموقع الأصلي. قامت شركة الأوراق المالية الأمريكية (بالإنجليزية: Banknote Corporation of America) بطباعة 60 مليون ورقة نقدية بطريقة الأوفست باستخدام الطباعة الدقيقة "USPS". من بين النساء المهمات في المستعمرات الفرجينية كانت فيرجينيا دير، الطفلة الإنجليزية الأولى في روانوكي، المستعمرة المفقودة. تم إصدار طابع بريدي بقيمة 5 سنتات يحمل عنوان "تخليداً لذكرى فرجينيا دير، المولودة في روانوكي عام 1587" في الذكرى السنوية الـ 350 لميلادها في 18 أغسطس 1587. ولدت لإليانور وحنانيا ديري، وهي المولودة الأولى لأبوين أوروبيين في قارة أمريكا الشمالية. تصور الصورة الصغيرة مشهدًا مثاليًا مع عائلة ترتدي ملابس أنيقة وحديقة كبيرة وعجلة غزل ومنتجات حديقة. في الواقع عاش المستعمرون حياة بائسة وكان من المفترض أن يقتلهم الأمريكيون الأصليون. تم تنفيذ الإصدار بتصميم رسمه الرئيس فرانكلين ديلانو روزفلت على ورق قرطاسي للبيت الأبيض، ليعكس بأمانة اقتراحاته المكتوبة المصاحبة بأن يكون الطابع باللون الأزرق الفاتح والشكل المربع.

كانت مارثا واشنطن، "السيدة الأولى" الأولى لأمريكا، أيضًا أول امرأة أمريكية تظهر على الطوابع، حيث ظهرت في سلسلة عام 1902 على فئة 8 سنتات، ثم ظهرت لاحقًا على فئة 4 سنتات في ما يسمى "إصدار المكتب الرابع": سلسلة 1922-1931 (التي تضمنت 27 طابعًا). استخدم طابع المكتب الرابع نقشًا يعتمد على رسم للفنان الفرنسي شارل فرانسوا جالابيرت. تم طباعته على كل من مطبعة السطح المسطح ومطبعة Stickney الدوارة وتم تقديمه في إصدارات صفائح ولفائف.
تم تكريم دانيال بون بإصدار طابع بريدي بقيمة 6 سنتات في سلسلة الفولكلور الأمريكي في 26 سبتمبر 1968، في فرانكفورت، كنتاكي، حيث تم دفنه. كان من أبرز رجال الحدود الذين ساهموا في تطوير فرجينيا وكنتاكي والغرب عبر جبال الأبالاش. يعرض جدار من الألواح الخشبية المقطوعة بشكل خشن أدوات تجارة بون - بندقية بنسلفانيا، وقرن بارود، وسكين. يشير فأس الأنابيب إلى أن شعب الشوني قد تبنى بون. وقد تم نقش اسمه وتاريخ ميلاده على الحائط.
تم تخليد ذكرى الحرفيين الاستعماريين من خلال طوابع بقيمة 8 سنتات في 4 يوليو 1972، في ويليامزبيرج في فرجينيا. تم تصميمها بواسطة ليونارد إيفرت فيشر، حيث تصور نفخ الزجاج، وصناعة الفضة، وصناعة الشعر المستعار وصناعة القبعات، وهي جميعها حِرف استعمارية كانت موجودة في مستعمرة ويليامزبيرج في فيرجينيا.

### الثورة والدستور
كان باتريك هنري قائدًا في مجلس مجلس نواب فرجينيا وعارض القيود التي فرضتها بريطانيا على المستعمرات الأمريكية. قدمت فرجينيا التماسًا إلى الملك والبرلمان لطلب الإنصاف دون نجاح. بعد مشاركته في المؤتمر القاري الأول، نُشرت قرارات هنري في المؤتمر الثاني لفرجينيا في صحيفة "Virginia Gazette" وأُعيد نشرها على نطاق واسع في صحف استعمارية أخرى، مما أثر على الهيئات التشريعية في المستعمرات الأخرى.
تم تصوير باتريك هنري على الطابع البريدي بقيمة دولار واحد ضمن سلسلة الحرية (Liberty Series) التي صدرت في 7 أكتوبر 1955. شغل منصب الحاكم لثلاث فترات، لكنه اشتهر بخطابه كأحد المندوبين: "أعطني الحرية أو أعطني الموت." كتب ونشر العديد من الأعمال طوال حياته. استلهمت صورة هنري المستخدمة في الطابع من لوحة ألونزو شابل (بالإنجليزية: Alonzo Chappel)، التي أُدخلت ضمن "إطار صورة بسيط" في تصميم الطابع.
تم الاحتفاء بتوماس جيفرسون، الكاتب الرئيسي لإعلان الاستقلال، بإصدار طابع بريدي بقيمة 5 سنتات في بداية الحرب الأهلية الأمريكية. تم استخدام الطوابع في مجموعات البريد إلى فرنسا وغيرها من الوجهات الأجنبية. قامت شركة الأوراق النقدية الوطنية بطباعة ما يقرب من 175000 من طابع هذه الفترة الكلاسيكية في عدة ظلال. تم إحياء ذكرى توقيع إعلان الاستقلال بطابع بريدي بقيمة 24 سنتًا في عام 1869. الطابع البريدي يستنسخ لوحة جون ترومبول (بالإنجليزية: John Trumbull) الموجودة في قاعة الكونجرس، في صورة بحجم 1/300 من الحجم الأصلي. قامت شركة الأوراق النقدية الوطنية بطباعة 235.350 طابعًا من هذا الإصدار بقيمة 24 سنتًا.
تم إحياء ذكرى واشنطن وهو ينقذ جيشه في بروكلين على طابع بريدي بقيمة 3 سنتات في الذكرى السنوية الـ 175 في 10 ديسمبر 1951. تُظهر الصورة واشنطن وهو يوجه القوات في فولتون فيري. تظهر القوات في الخلفية وهي تعبر نهر إيست.
تولى جورج روجرز كلارك قيادة قوات فرجينيا في الاستيلاء على حصن فينسينس في 1779. واحتفالاً بتلك المناسبة، صدر طابع يصور جورج روجرز في 25 فبراير 1929. أدى غزو الولايات المتحدة للإقليم الشمالي الغربي إلى توسيع حدودها غربًا إلى نهر المسيسيبي بموجب معاهدة باريس (1783). كانت الصورة المُصغرة للطابع مستوحاة من لوحة لفريدريك سي. يوهن (بالإنجليزية: Frederick C. Yohn) بعنوان "استسلام حصن ساكفيل".
كانت معركة يوركتاون هي الحاسمة في الحرب الثورية والتي أدت إلى معاهدة باريس (1783) التي اعترفت فيها بريطانيا باستقلال الولايات المتحدة. وقد تلقى واشنطن المساعدة من القوات الفرنسية بقيادة الجنرال روشامبو، والدعم من الأسطول الفرنسي بقيادة الأدميرال ديجراس.
تم إحياء ذكرى الحرب الثورية في فرجينيا بإصدار زوج من الطوابع بقيمة 18 سنتًا في 16 أكتوبر 1981، في يوركتاون فيرجينيا. وكان المصمم هو كال ساكس (بالإنجليزية: Cal Sacks) من ويستبورت، كونيتيكت.
- طابع معركة فرجينيا كيب في أراغو، فرجينيا كيب دارت المعركة البحرية في 5 سبتمبر 1781 بين الفرنسيين بقيادة الأدميرال كونت جراس الذي كان يحمي قافلة إمدادات إلى واشنطن، ضد الأسطول البريطاني بقيادة الأدميرال توماس جريفز الذي كان يحاول إنقاذ كورنواليس.
- طابع معركة يوركتاون: كانت المعركة البرية عملية مشتركة بين الجنرال واشنطن والجنرال روشامبو لحصار البريطانيين بقيادة الجنرال كورنواليس في يوركتاون. استسلم كورنواليس في 19 أكتوبر 1781. كانت هذه المعركة النهائية للثورة الأمريكية.

كان أول دستور مكتوب للولايات المتحدة هو وثائق الكونفدرالية. وبموجب هذه المواد، تنازلت ولاية فرجينيا عن مطالبها بالأراضي الواقعة شمال نهر أوهايو لصالح حكومة الولايات المتحدة لتشكيل الإقليم الشمالي الغربي. لم تكن هناك سلطة تنفيذية مستقلة أو سلطة قضائية، فقط الكونجرس. كُتب دستور الولايات المتحدة في محاولة لتشكيل حكومة وطنية أكثر فعالية، مع انتخاب جورج واشنطن بالإجماع ليكون رئيسًا للمؤتمر الدستوري.
تم الاحتفال بالذكرى المئوية الثانية لتأسيس الاتحاد بإصدار طابع بريدي بقيمة 13 سنتًا في 30 سبتمبر 1977. في حين أن إعلان الاستقلال الذي كتبه توماس جيفرسون، كان من فرجينيا ريتشارد هنري لي، اقترح "خطة اتحادية". تم الانتهاء من صياغة المسودة في مدينة يورك بولاية بنسلفانيا في 15 نوفمبر 1777، ولكن لم يتم الموافقة عليها نهائيًا حتى صدقت عليها ولاية ماريلاند بعد خمس سنوات، بعد أن تنازلت ولاية فرجينيا والولايات الأخرى ذات المطالبات الغربية عن أراضيها للحكومة الأمريكية. كان توماس نيلسون الابن أحد الأعضاء الثلاثة عشر للجنة المعينين في المؤتمر القاري في الثاني عشر من يونيو عام 1776، "لإعداد وفهم شكل الاتحاد" الذي أدى إلى وضع بنود الاتحاد.
كانت ولاية فرجينيا هي الولاية العاشرة التي صادقت على الدستور في 25 يونيو 1788. تم الاحتفال بالذكرى المائة والخمسين للتصديق على دستور الولايات المتحدة في 21 يونيو 1938، بطابع بريدي بقيمة 3 سنتات، مؤرخ بموافقة تسعة من الولايات الثلاث عشرة الأصلية. وقد صادقت الولايات الأربع المتبقية، بما في ذلك ولاية فرجينيا، أكبر الولايات، ونيويورك، وكارولينا الشمالية، ورود آيلاند، على الدستور بحلول عام 1790، في أعقاب الضمانات التي تؤكد على أن الدستور سوف يتم تعديله من خلال إقرار وثيقة الحقوق. تصور الطوابع مبنى المحكمة القديم في ويليامزبيرج بولاية فيرجينيا، مع اثنين من الفرسان على وشك نشر خبر تصديق فيرجينيا على الدستور.
تم الاحتفال بالتصديق على الدستور من قبل ولاية فرجينيا في 25 يونيو 1988، في ويليامزبيرج، فرجينيا، في الذكرى المئوية الثانية لتأسيسه. أقيم حفل التكريس في مبنى الكابيتول الموجود على الطابع البريدي مع حصان وعربة في المقدمة. كان المبنى المميز على شكل قضيب حديدي والذي يظهر في الطابع البريدي قد خصص بصمة الصورة المرآة لإجراءات مجلس الحاكم الملكي مقابل الهيئة التشريعية في ولاية فرجينيا الاستعمارية.
كانت ولاية فرجينيا هي الأكبر من بين الولايات الثلاث عشرة، حيث كانت أراضيها تمتد غربًا حتى نهر المسيسيبي. ولولا موافقة فرجينيا ونيويورك اللتين قطعتا أراضي الولايات الأخرى إلى نصفين، لما كان لموافقة الولايات الأخرى تأثير يذكر. كانت ولاية فرجينيا موطنًا لقادة مؤيدين للدستور مثل جورج واشنطن وجيمس ماديسون، ومعارضين مثل باتريك هنري وجورج ماسون. ولم تصادق ولاية فرجينيا على مشروع وثيقة الحقوق إلا بعد الوعد به بأغلبية ضئيلة. في المؤتمر الأول، قدم جيمس ماديسون التسعة الأولى من القوانين، وقدم القانون العاشر شخص آخر من فرجينيا، وهو ريتشارد هنري لي.
صمم الطوابع بيير ميون (Pierre Mion) من لوفيتسفيل، فيرجينيا. تم نقشها بطريقة الأوفست/النقش الغائر بواسطة مكتب النقش والطباعة، وتم إصدارها في ألواح مكونة من خمسين قطعة.
في مارس 1789، تم تنصيب واشنطن كأول رئيس للولايات المتحدة، بعد أن تم انتخابه بالإجماع من قبل المجمع الانتخابي. أربعة من الرؤساء الخمسة الأوائل كانوا من ولاية فرجينيا. جورج واشنطن كان الأول، وخلفه نائبه جون آدامز.
تم الاحتفال بتنصيب واشنطن رئيسًا في عام 1789 في الذكرى السنوية الـ 150 لتوليه منصبه في عام 1939. وقد انعقد المؤتمر الوطني الـ 17 في مدينة نيويورك، أول عاصمة في ظل الدستور الجديد لمدة عام واحد قبل أن يتم نقلها إلى فيلادلفيا ثم أخيرًا إلى واشنطن العاصمة. وقد انتُخب واشنطن بالإجماع قائدًا أعلى للجيش القاري، ورئيسًا للمؤتمر الدستوري، ورئيسًا للولايات المتحدة مرتين. أنتج مكتب البريد ما يزيد عن 72.7 مليون نسخة من هذا الإصدار.
- تم تكريم جورج ماسون بإصدار طابع بريدي بقيمة 18 سنتًا في 7 مايو 1981. رفض ماسون التوقيع على الدستور في مؤتمر عام 1787؛ وأدى انتقاده للوثيقة في مؤتمر التصديق في فيرجينيا إلى اعتماد وثيقة الحقوق على مستوى الولايات كلها. وقد قام في السابق بصياغة إعلان فرجينيا للحقوق.
- تم إحياء ذكرى صياغة قانون الحقوق في عام 1789 في الذكرى المئوية الثانية لتأسيسه في 25 سبتمبر 1989، في فيلادلفيا، بنسلفانيا. كان هذا هو الطابع الخامس في سلسلة الدستور. عارض جورج ماسون الدستور بسبب افتقاره إلى الضمانات الشخصية، بينما جادل جيمس ماديسون بأن الحريات محمية بطبيعتها في الدستور. وبعد اتفاقيات التصديق التي عقدتها الولايات، بدأ ماديسون في صياغة مشروع قانون الحقوق الأصلي في الكونجرس الأول من 200 مقترح قدمتها الولايات. وقد أقر الكونجرس اثني عشر مقترحًا نهائيًا، وتم التصديق على عشرة منها من قبل الولايات لتصبح قانون الحقوق.

تم تكريم توماس جيفرسون بإصدار طابع بريدي منفصل بقيمة 5 سنتات في إصدار 1851-1861، وهو أول طابع بريدي أمريكي لا يصور بنيامين فرانكلين أو جورج واشنطن. كانت الصورة مستوحاة من صورة لجيلبرت ستيوارت. كان يتم استخدامه في المقام الأول للوجهات الأجنبية، وخاصة فرنسا. بدءًا من منتصف عام 1857، تم إنتاج إصدارات مثقبة من هذه الطوابع في ستة ألوان مختلفة على الأقل مع نوعين من الإطارات.
تم الاحتفاء بجيمس ماديسون، الرئيس الرابع للولايات المتحدة، على طابع بريدي بقيمة 2 دولار صادر عن المكتب الثاني في الفترة من 1902 إلى 1908. كان زعيمًا في الجمعية الاستعمارية لولاية فرجينيا وشارك في صياغة دستور فرجينيا لعام 1776. خدم في الكونغرس القاري، وفي الكونغرس الدستوري الأول وضع إطارًا لقانون الحقوق. كان وزيرًا للخارجية في عهد الرئيس جيفرسون، وشهدت فترة رئاسته حرب عام 1812. تم تصميم الطابع البريدي استنادًا إلى لوحة لفنان غير معروف. كان يتم استخدام بطاقة ماديسون ذات الدولارين لنقل الطرود الكبيرة ذات أسعار الرسائل الأجنبية. في الحرب العالمية الأولى، أعيد إصدار الطوابع لتلبية الطلب على البريد لأجزاء الآلات المرسلة إلى روسيا.
جيمس مونرو الرئيس الرابع للولايات المتحدة، تم تكريمه لأول مرة على طابع بريد أمريكي بقيمة 3 سنتات في 30 أبريل 1904، كجزء من إصدار معرض شراء لويزيانا. تم تعيين مونرو من قبل جيفرسون، حيث ساعد في التفاوض على عملية الشراء من نابليون، ثم عمل بعد ذلك كوزير خارجية ماديسون قبل أن يصبح رئيسًا ويبدأ تطبيق مبدأ مونرو مع وزير خارجيته، جون كوينسي آدامز، خليفة مونرو كرئيس.

### توسع الولايات
بعد معاهدة باريس، نمت الولايات المتحدة داخليًا، أولاً من خلال الأقاليم التي أصبحت ولايات بموجب المرسوم الصادر عام 1787. تنازلت ولاية فرجينيا عن مطالباتها بموجب ميثاقها الاستعماري بالأراضي الواقعة شمال نهر أوهايو. تم الاحتفال بالإقليم الشمالي الغربي كما هو محدد في المرسوم الصادر عام 1787 - أي الأراضي الأمريكية المعترف بها في معاهدة باريس (1783) شمال نهر أوهايو وشرق نهر المسيسيبي - في الذكرى السنوية المائة والخمسين لتأسيسه من خلال طابع بريدي صدر في 13 يوليو 1937. عند إنشاء المنطقة، حظر المرسوم العبودية وحدد أنه سيتم شراء الأراضي من الهنود ثم عرضها للبيع من قبل الحكومة الأمريكية. كما نصّ على إقامة حكومة إقليمية وإقامة دولة في نهاية المطاف. استمرت الاضطرابات بين البريطانيين والهنود في المنطقة المتنازع عليها حتى معركة فولين تيمبرز في عام 1794. تتضمن الطوابع خريطة سياسية للمنطقة تشير إلى الخطوط العريضة للدولة والأقاليم، محاطة بصور ماناسيه كاتلر الذي صاغ المرسوم، وريفوس بوتنام، المشرف على الاستيطان في الإقليم.
مع الدستور الجديد، تقدمت ولاية فرجينيا بطلب إلى الكونجرس لقبول كنتاكي من أراضيها الغربية كولاية منفصلة عن الاتحاد في عام 1792. تم الاحتفال بانضمام كنتاكي إلى الاتحاد في الذكرى السنوية الـ 150 لتأسيسه بطابع بريدي بقيمة 3 سنتات في الأول من يونيو 1942. كانت الصورة المصغرة للطابع مستوحاة من جدارية رسمها الفنان جيلبرت وايت في مبنى الكابيتول في فرانكفورت. يطل المستكشف فرجينيا دانييل بون ورفاقه على نهر كنتاكي المقابل لموقع فرانكفورت الحالي.
صفقة شراء لويزيانا
كان جيمس مونرو أحد المفاوضين في باريس بشأن صفقة شراء لويزيانا، والتي أدت إلى مضاعفة مساحة الأراضي الأميركية في عهد رئاسة توماس جيفرسون. جعل ماديسون مونرو وزيرًا لدولته. استكشف سكان فرجينيا ميريويذر لويس وويليام كلارك أراضي الشراء وغربًا إلى المحيط الهادئ في رحلة لويس وكلارك.
- تم الاحتفال بالذكرى المئوية الثانية لصفقة شراء لويزيانا بإصدار طابع بريدي بقيمة 37 سنتًا في 30 أبريل 2003 في نيو أورلينز، لويزيانا. أدى الشراء إلى مضاعفة حجم الولايات المتحدة، وأصبحت واحدة من أكبر الدول في العالم، وتم فتح الأراضي الأكثر خصوبة في القارة للاستيطان الأمريكي. يُطلق عليها في كثير من الأحيان اسم أعظم صفقة عقارية في التاريخ، "بضربة قلم". تم تصميم الطابع البريدي من قبل ريتشارد شيف وتم رسمه بواسطة جارين بيكر. قامت شركة Sennett Security Products بطباعة الطوابع بطريقة الحفر في ألواح حساسة للضغط يبلغ عددها عشرين طابعًا؛ وتم إصدار 54 مليون طابع منها.
- تم الاحتفال برحلة لويس وكلارك في 14 مايو 2004، وهو الذكرى المئوية الثانية لبداية الرحلة، حيث تم تصوير الاثنين على قمة تل. وكان هناك طابعان مصاحبان بقيمة 37 سنتًا يحملان صور ميريويذر لويس وويليام كلارك. وقد رافق هذا العدد كتيب خاص مكون من 32 صفحة في إحدى عشرة مدينة على طول الطريق الذي سلكه فيلق الاستكشاف. الهجرة نحو الغرب ولم تكن ولاية فرجينيا أم الرؤساء فحسب، بل كانت أيضًا أم الولايات بفضل الهجرة الخارجية الكبيرة التي شهدتها في النصف الأول من القرن التاسع عشر. على الرغم من أن غالبية الهجرة الخارجية من فرجينيا كانت إلى الحدود الغربية والولايات الشمالية، إلا أن كلا من زعيمي تكساس سام هيوستن وستيفن أوستن كانا من فرجينيا.[2]

### الحرب الأهلية
كان القائد الأعلى للجيش الأمريكي في بداية الحرب الأهلية هو وينفيلد سكوت، صاحب خطة أناكوندا. وكان من بين الأدميرالات في الاتحاد ديفيد فاراغوت. حقق الجنرال جورج هنري توماس شهرة واسعة في الغرب. وكان في المعارضة جنرالان من فرجينيا: روبرت إدوارد لي وتوماس جوناثان جاكسون. اكتسب الجنرال جيب ستيوارت شهرة كبيرة باعتباره قائدًا لسلاح الفرسان.
تم تصوير روبرت لي على طابع بريد عادي واحد صدر في 21 سبتمبر 1955، في نورفولك، فيرجينيا. قام بعض المتحمسين بإرسال طوابع بريدية إلى ألكساندريا في ولاية فرجينيا، للحصول على أغلفة اليوم الأول من مسقط رأس لي. وفي ذلك الوقت، احتفل العديد من الناس في الجنوب بعيد ميلاده باعتباره "يوم روبرت لي"، 19 يناير. كانت الصورة المستخدمة في الطابع مستوحاة من مطبوعتين من مكتبة الكونجرس، واحدة لملامح وجهه، والأخرى لملابس لي المدنية، من خلال تجاوز الجدل حول الزي العسكري التذكاري للجيش السابق. وقد أكسبته انتصاراته أثناء قيادته للقوات الكونفدرالية خلال الحرب الأهلية الأمريكية ضد القوات المتفوقة شهرة واحترامًا دائمين. بعد الحرب، حث على المصالحة الطائفية من منصبه كرئيس لكلية واشنطن في ليكسينجتون، فيرجينيا، والتي تعرف الآن بجامعة واشنطن ولي.
- تم إحياء ذكرى روبرت إي لي بإصدار طابع بريدي بقيمة 32 سنتًا في إصدار الحرب الأهلية الأمريكية الصادر في 29 يونيو 1995. ويظهر في الخلفية حصانه المسافر . تم طباعة نصّ توضيحي على ظهر كل طابع، وتم إصداره في ورقة مكونة من 20 طابعًا تذكاريًا للحرب الأهلية. قامت شركة "Stamp Ventures" بطباعة الطوابع باستخدام عملية الحفر. كانت فرجينيا ساحة معركة رئيسية للحملات المتكررة بين واشنطن العاصمة وعاصمة الكونفدرالية في ريتشموند، بما في ذلك معركة بول ران الأولى في عام 1861، ومعركة هامبتون رودز البحرية عام 1862، وحملة جاكسون فالي، وحملة شبه جزيرة ماكليلان، ومعركة بول ران الثانية، ومعركة فريدريكسبيرج، ومعركة تشانسيلورسفيل عام 1863، حملة أوفرلاند عام 1864 في برية فرجينيا وحصار بطرسبرج، وفي عام 1865، "استسلام" جيش لي في أبوماتوكس.
- تم إحياء ذكرى معركة هامبتون رودز بطابع بريدي بقيمة 32 سنتًا صدر في إصدار الحرب الأهلية الأمريكية بتاريخ 29 يونيو 1995. تم طباعة نص توضيحي على ظهر كل طابع، وتم إصداره في ورقة مكونة من 20 طابعًا تذكاريًا للحرب الأهلية.
- تم إحياء ذكرى معركة تشانسيلورسفيل بطابع بريدي بقيمة 32 سنتًا صدر في إصدار الحرب الأهلية الأمريكية بتاريخ 29 يونيو 1995. تم طباعة نص توضيحي على ظهر كل طابع، وتم إصداره في ورقة مكونة من 20 طابعًا تذكاريًا للحرب الأهلية.

### كومنولث فرجينيا

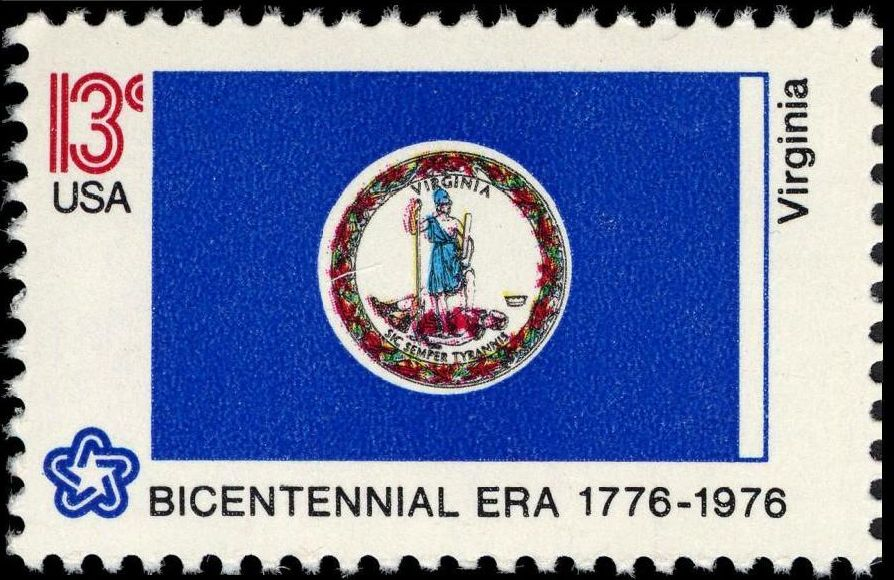
Virginia State Flag, 1976 issue

تم تخليد علم فرجينيا على طابع بقيمة 13 سنتًا كجزء من إصدار الذكرى المئوية الثانية لأمريكا: سلسلة الأعلام، في 23 فبراير 1976. كان أول لوح يحتوي على خمسين طابعًا مختلفًا تم إصداره على الإطلاق. تم اعتماد التصميم في عام 1861 وهو عبارة عن حقل أزرق عميق يحتوي على مركز دائري أبيض محاط بإكليل وشعار لاتيني "Sic Semper Tyrannis"، أي "هكذا دائمًا للطغاة". ويصور الشعار صورتين لشخصيتين، كلتاهما ترتديان زي المحارب القديم، تجسدان الشعار. المرأة، الفضيلة، تمثل فرجينيا، أما الطاغية الساقط فهو رجل يحمل سوطًا وسلسلة.
أصدرت خدمة البريد الأمريكية طابع الكاردينال فرجينيا وزهرة قرانيا المزهرة في 14 أبريل 1982، كجزء من إصدار طيور وزهور الولايات.

### فرجينيا الغربية
أصبحت ولاية فرجينيا الغربية ولاية بعد اتفاقيات ويلينغ . تم قبول خمسين مقاطعة في شمال غرب فرجينيا، والتي كان عدد سكانها ممثلاً تمثيلاً ناقصاً في الجمعية العامة، بنجاح في الاتحاد كولاية جديدة في 20 يونيو 1863. تم الاحتفال بولاية فرجينيا الغربية في الذكرى المئوية لتأسيسها بطابع بريدي بقيمة 5 سنتات في 20 يونيو 1963. تم تصميم الطابع بواسطة دوايت موتشلر من جامعة أوهايو، حيث يظهر مُخطط حدودها باللون الأحمر على خلفية بيضاء. تم طباعة الطابع على مطبعة جيوري بطباعة 120 مليونًا.

### الحرب العالمية الأولى والثانية
في الحرب العالمية الأولى، تم إنشاء مرافق التدريب في فيرجينيا، وتوسع بناء السفن، مع التمركز في ميناء هامبتون. الرئيس ويلسون الذي كان مقيمًا في فرجينيا كان رئيسًا للحرب خلال الحرب العالمية الأولى. يقع قبر الجندي المجهول خلال الحرب العالمية الأولى في مقبرة أرلينجتون الوطنية في أرلينجتون فيرجينيا. تم الاحتفال بمدرج مقبرة أرلينجتون في العدد الرابع للمكتب في عشرينيات القرن العشرين. تم إصدار فئة الخمسين سنتًا في 11 نوفمبر 1922، في الذكرى السنوية الأولى لدفن الجندي المجهول في الحرب العالمية الأولى في يوم الهدنة السابق. يظهر القبر الأصلي في مقدمة الطوابع، استنادًا إلى صورة فوتوغرافية وصممه كلير أوبري هيوستن. تم تغطية القبر البسيط الأصلي في عام 1931 بالتابوت الأكثر تفصيلاً اليوم.
يقع النصب التذكاري لحرب مشاة البحرية، في أرلينغتون، فيرجينيا. توجد اليوم نسخة طبق الأصل من النصب التذكاري في أرلينغتون بفرجينيا عند البوابة الرئيسية لقاعدة كوانتيكو. التمثال الموجود في النصب التذكاري من إنجاز فيليكس دبليو دي ويلدون ( Felix W. de Weldon)، الذي كان حينها في الخدمة مع البحرية الأمريكية. تم إعادة إنتاج نفس المشهد على طابع بريدي بقيمة 3 سنتات في 11 يوليو 1945، حيث تظهر مجموعة من مُشاة البحرية يرفعون العلم الأمريكي فوق جبل سوريباتشي أثناء معركة إيو جيما.
شكلت وحدات جيش الحرس الوطني في فرجينيا جزءًا من فرقة المشاة التاسعة والعشرين التي هبطت في يوم النصر على شواطئ نورماندي وقاتلت حتى وصلت إلى ألمانيا في الحرب العالمية الثانية. احتفلت هيئة البريد الأمريكية بالذكرى الخمسين للحرب العالمية الثانية بإصدار ورقة مصغرة تحتوي على عشرة طوابع بقيمة 29 سنتًا في 6 يونيو 1994 على متن السفينة الحربية يو إس إس نورماندي. كان "الطريق إلى النصر" عام 1994 هو الرابع في سلسلة من خمسة أحداث رئيسية لإحياء ذكرى الحرب العالمية الثانية. كانت إحدى الفرقتين الأمريكيتين اللتين هبطتا في نورماندي هي فرقة المشاة التاسعة والعشرون المكونة من وحدات الحرس الوطني في فرجينيا. يقع النصب التذكاري الوطني للحدث في بيدفورد.

### فعاليات السفن والملاحة

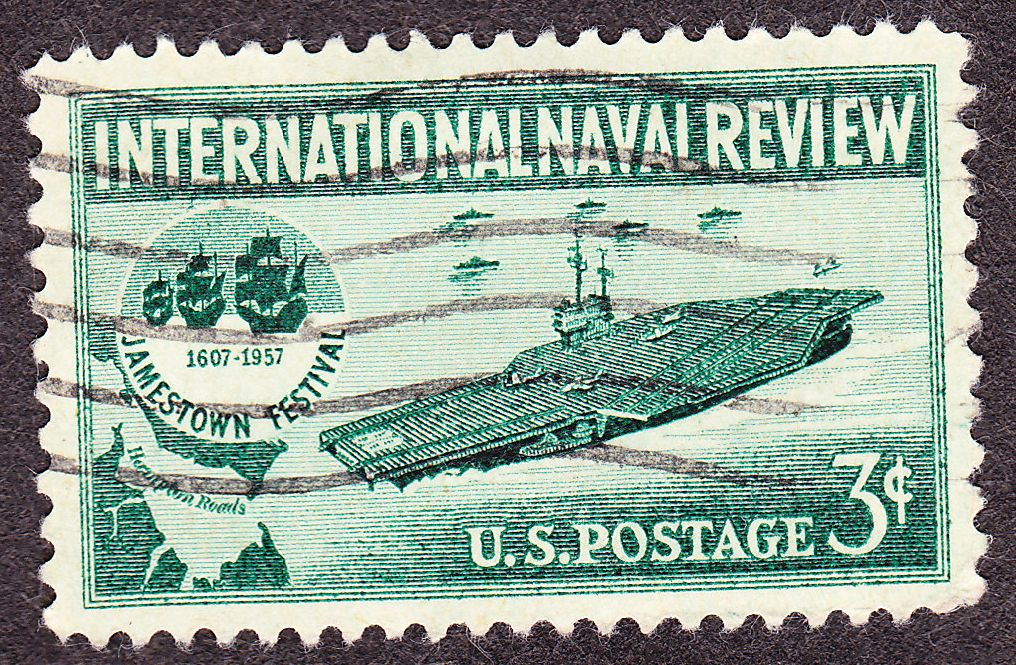
طابع المراجعة الملاحية العالمية (International Naval Review)، إصدار 1957

تعتبر صناعة السفن مهمة في ولاية فرجينيا، وتعد قاعدة نوفولك البحرية واحدة من أكبر القواعد البحرية في العالم.
تم إحياء ذكرى حدث المراجعة الملاحية ‏ومهرجان جيمستاون بطابع بريد بقيمة 3 سنتات في 10 يونيو 1957 في نورفولك، فيرجينيا. يظهر على الطابع حاملة الطائرات العملاقة من فئة "فوريستال" مع سفن مرافقة في المحيط الأطلسي وهي تقترب من خريطة طرق هامبتون. وعلى اليسار يظهر شعار السفن الثلاث الشراعية لمهرجان جيمستاون 1607-1957. صمم الطابع ريتشارد أ. جندرز (بالإنجليزية: Richard A. Genders)؛ وتم التصريح بطباعة 120 مليون نسخة.

## شخصيات من فيرجينيا
من بين الشخصيات التي ولدت أو نشأت في فرجينيا وتم تصويرها على الطوابع البريدية: سام هيوستن، وضابط البحرية ديفيد ج. فاراغوت، والمعلمين بوكر تي. واشنطن وكارتر ج. وودسون، والكاتب إدجار آلان بو، والجدة موسيس، والطبيب العسكري والتر ريد، والرياضي آرثر آش، والمستكشفين دانييل بون، ولويس وكلارك، وريتشارد إي. بيرد، والقادة العسكريين جورج سي. مارشال و"تشستي" بولر.
تم تخليد ذكرى صموئيل (سام) هيوستن على طابع بريدي بقيمة 5 سنتات في عام 1964، بعد مرور ما يزيد قليلاً على مائة عام على وفاته. ربما كان أكثر ما اشتهر به هو هزيمته للجنرال المكسيكي سانتا آنا في عام 1836 للفوز باستقلال تكساس ثم أصبح رئيسًا لها. ولكنه كان أيضًا الشخص الوحيد الذي شغل منصب حاكم ولايتين، تينيسي وتكساس، فضلاً عن عمله كعضو في مجلس الشيوخ الأمريكي عن ولاية تكساس. تعتمد صورة هيوستن على طباعة حجرية من تصميم ف. دافينجون.
تم تكريم الأدميرال ديفيد جي فاراغوت على طابع بريد بقيمة دولار واحد من إصدار المكتب الثاني. عندما اندلعت الثورة في فرجينيا عام 1861، انتقل الكابتن البحري فاراغوت مع عائلته شمالاً إلى هاستينجز أون هدسون في نيويورك. في يناير 1862 قاد عملية الاستيلاء على نيو أورليانز، وفي يوليو 1863 أجبر فيكسبيرج وبورت هدسون على الاستسلام، وفي عام 1864 فاز بخليج موبايل. حلت صورة فاراغوت محل صورة ماثيو بيري الذي ظهر في إصدار المكتب الأول بقيمة دولار واحد.
كان بوكر تي. واشنطن أول أمريكي من أصل أفريقي يتم تصويره على طابع بريد أمريكي بقيمة 10 سنتات، وهو إصدار مجلة "Famous American Educators" الصادر في 7 أبريل 1940. وُلد عبدًا، وعندما أسست ولاية ألاباما معهد توسكيجي للسود (جامعة توسكيجي)، أصبح رئيسه. وأكد على المهارات العملية المرتبطة بالعمل.
تم تخليد ذكرى الدكتور والتر ريد، وهو طبيب في الجيش الأمريكي، من خلال طابع بريدي بقيمة 5 سنتات تم إصداره في 17 أبريل 1940 ضمن مجموعة العلماء الأمريكيين المشهورين. وقد تخصص في الأمراض المعدية والسارية، وأبرزها ربط الذباب بانتشار حمى التيفوئيد والبعوض بانتشار الحمى الصفراء.
إلى جانب دانييل بون، أصبح ثلاثة على الأقل من سكان فرجينيا مشهورين كمستكشفين ويتم تخليد ذكراهم على الطوابع. وهم ميريويذر لويس وويليام كلارك اللذان استكشفا أراضي الشراء وغربًا إلى المحيط الهادئ في رحلة لويس وكلارك.
تم إحياء ذكرى بعثة ريتشارد إي. بيرد الثانية إلى القارة القطبية الجنوبية على طابع بريدي بقيمة 3 سنتات بنفس الحجم والشكل مثل طابع التسليم الخاص في 22 سبتمبر 1933. كان "البريد البريدي" الذي يحمل هذا الطابع مخصصًا لسوق هواة الجمع فقط، وقد حملته البعثة وختمته في مكتب بريد ليتل أميركا، المعسكر الأساسي للبعثة.
تم تكريم الذكرى المئوية لوفاة الشاعر وكاتب القصص القصيرة إدجار آلان بو بإصدار طابع بريدي بقيمة 3 سنتات في 7 أكتوبر 1949، في ريتشموند بولاية فرجينيا. الطابع البريدي يعيد إنتاج نقش لـ بو بواسطة ف. ت. ستيوارت من مكتبة الكونجرس.
تم الاحتفال بذكرى ميلاد إدغار آلان بو الـ 200 بطابع بريدي بقيمة 42 سنتًا في 16 يناير 2009، قام كارل تي هيرمان بتصميم الطابع، وقامت شركة أفيري دينيسون (AVR) بطباعة 30 مليون طابع باستخدام عملية الحفر في ألواح لاصقة حساسة للضغط مكونة من عشرين طابعًا.
تم تكريم جورج سي مارشال بإصدار طابع بريدي بقيمة 20 سنتًا في 24 أكتوبر 1967، في ليكسينغتون، فيرجينيا. وقد تخرج من معهد فرجينيا العسكري، وأقام في دودونا مانور في ليزبورج، فرجينيا، والذي يديره الآن مركز جورج سي مارشال الدولي. كان من أوائل المؤيدين للحرب الآلية، وخلال الحرب العالمية الثانية خدم روزفلت كرئيس لأركان الجيش، وكان أول " جنرال للجيش " بخمس نجوم. خلال الحرب الباردة، شغل منصب وزير خارجية الولايات المتحدة في عهد الرئيس ترومان، وأشرف على تنفيذ " خطة مارشال " التي نال عنها جائزة نوبل للسلام. كان لفترة وجيزة رئيسًا للصليب الأحمر الأمريكي ووزيرًا للدفاع أثناء الحرب الكورية.
تم تكريم الجدة موسى بإصدار طابع بريدي بقيمة 6 سنتات في عام 1969 ضمن إصدارات الفولكلور الأمريكي. ولدت في غرينتش، نيويورك، وتقاعدت من العمل الزراعي في ستاونتون، فيرجينيا في السبعينيات من عمرها وبدأت الرسم. لقد قضت هي وزوجها الجزء الأكبر من حياتهما في وادي شيناندواه. فنانة علمت نفسها بنفسها، اكتشفت في عام 1939، وأنتجت أكثر من 1500 لوحة، بما في ذلك العديد من اللوحات بعد عيد ميلادها المائة. تتميز أعمالها بالمناظر الطبيعية الريفية مع الأنشطة التقليدية التي تستحضر الأوقات البسيطة. الطابع هو تفصيل من "الرابع من يوليو" الذي أكملته في عام 1951 عندما كانت تبلغ من العمر 91 عامًا.
ويلا كاثر، المولودة بالقرب من وينشستر فيرجينيا، كانت واحدة من أبرز الروائيين الأميركيين في القرن العشرين. تم تكريمها بطابع تذكاري في عام 1973. كانت أماكن معظم قصصها تقع في السهول الكبرى في نبراسكا وجنوب غرب أمريكا. وتواجه شخصياتها، بما في ذلك العديد من النساء، اليأس وخيبة الأمل بالقوة والتصميم. فازت بجائزة بوليتسر عن روايتها "واحد منا" التي كتبتها عام 1922 عن رجل من نبراسكا في الحرب العالمية الأولى.
تم تكريم كارتر جي. وودسون بإصدار طابع بريدي بقيمة 20 سنتًا ضمن سلسلة تراث السُود في الأول من فبراير عام 1984، تزامنًا مع شهر تاريخ السُود. وقد تم تصويره في الطابع البريدي وهو يحمل مجلدًا من أعماله عن تاريخ السود. من عام 1915 وحتى نهاية حياته في عام 1950، حرر وودسون مجلة تاريخ السود، وهي مكان مهم للعلماء السود والبيض الذين يكتبون عن مسائل تتعلق بالعرق تتعارض مع المفاهيم التي كانت سائدة قبل خمسينيات القرن العشرين والتي استبعدت تقدير المساهمات التي قدمها الأمريكيون من أصل أفريقي للماضي الأمريكي. نشأ شهر تاريخ السود من احتفال وودسون الأول بأسبوع التاريخ الأسود في عام 1926، والذي أنشئ بهدف توسيع الوعي العام حول تأثير الأمريكيين السود على تاريخ الولايات المتحدة. كان يُنظر إليه في السابق على أنه مجرد فولكلور، لكنه يُنسب إليه إضفاء الطابع الرسمي على مجال تاريخ السود الأكاديمي في أمريكا باعتباره مؤرخًا بارزًا تلقى تدريبه في جامعة شيكاغو وجامعة هارفارد. ويشمل إرثه الأكاديمي جمعية دراسة حياة السود وتاريخهم.
تم تكريم آرثر آش على طابع بريدي بقيمة 37 سنتًا في 27 أغسطس 2005. كان آش أول أمريكي من أصل أفريقي يفوز ببطولة جراند سلام في التنس، وكان معروفًا بالتزامه بالقضايا الاجتماعية. ولد في ريتشموند خلال عصر جيم كرو، ولم يكن قادرًا على اللعب على ملاعب التنس العامة. لم يكن مجرد رياضي مثالي، بل تحدث ضد العنصرية والفصل العنصري. بعد إصابته بمرض الإيدز بسبب نقل الدم، عمل على نشر الوعي حول هذا المرض. يقع التمثال في مسقط رأسه في شارع مونومنت، تكريمًا للمصالحة العرقية. قبل شهر من وفاته، أطلقت عليه مجلة "سبورتس اليستريتد" لقب "رياضي العام" ونشرت هذه الصورة التي التقطها مايكل أونيل على غلاف عددها الصادر في 21 ديسمبر 1992. تظهر الصورة وجه أشي وهو يرتدي نظارة ويحمل مضرب تنس على خلفية سوداء.
تم تكريم تشيستي بولر (لويس ب. بولر) من ويست بوينت، فيرجينيا، في 10 نوفمبر 2005، باعتباره أحد أربعة مشاة بحرية بارزين خدموا خلال القرن العشرين. يصادف تاريخ الإصدار ذكرى تأسيس مشاة البحرية في عام 1775.

## المعالم التاريخية

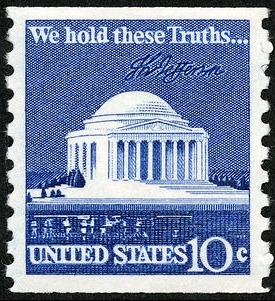

تم إحياء ذكرى نصب توماس جيفرسون التذكاري في واشنطن العاصمة بطابع بريدي عادي بقيمة 10 سنتات تم إصداره في 14 ديسمبر 1973. تتضمن الطوابع العبارة التمهيدية لإعلان الاستقلال، "نحن نؤمن بهذه الحقائق..." التي كتبها جيفرسون. تم تخصيص المبنى الكلاسيكي الجديد للرئيس الثالث للولايات المتحدة في عام 1943. تستضيف فعاليات تذكارية سنوية وفي عيد الفصح ومهرجان أزهار الكرز. كان توماس جيفرسون مؤلف قانون فرجينيا للحرية الدينية الذي ألغى الكنيسة الأنجليكانية في فرجينيا. هنا يتم الاحتفال بالحرية الدينية في احتجاج فلاشينج السابق.
ثلاثة من سلسلة العقيدة الأمريكية مأخوذة من اقتباسات من سكان فرجينيا. كريدو هي كلمة لاتينية وتعني "أنا أؤمن..." تم اختيار ستة أبطال للجمهورية، وكان أهل فرجينيا هم جورج واشنطن، وتوماس جيفرسون، وباتريك هنري. وكان الآخرون هم بنجامين فرانكلين، وفرانسيس سكوت كي، وأبراهام لينكولن. ساعد استطلاع للرأي شمل 100 شخصية أمريكية بارزة بما في ذلك القادة العموميون ورؤساء الجامعات الحكومية والمؤرخون في تحديد الاختيار.
ظهرت مقولة جورج واشنطن على أول طابع بريدي بقيمة 4 سنتات في سلسلة "American Credo"، والذي صدر في 20 يناير 1960، في ماونت فيرنون، فيرجينيا. الكلمات "احترم حسن النية والعدالة تجاه جميع الأمم" مأخوذة من خطاب الوداع الرئاسي الذي ألقاه واشنطن في 17 سبتمبر 1796، وكان السعر 4 سنتات في السلسلة يُدفع مقابل البريد من الدرجة الأولى.
ظهرت مقولة توماس جيفرسون على الطوابع الثالثة بقيمة 4 سنتات في سلسلة العقيدة الأمريكية، والتي صدرت في 18 مايو 1960، في مونتيسيلو، بالقرب من شارلوتسفيل، فيرجينيا. الكلمات "لقد أقسمت على العداء ضد كل أشكال الطغيان على عقل الإنسان" مأخوذة من كتاباته المجمعة، المجلد. 10. قام فرانك ب. كونلي من نيويورك بتصميم كل طابع في السلسلة.
ظهرت اقتباسات باتريك هنري على الطوابع السادسة بقيمة 4 سنتات في سلسلة American Credo، والتي صدرت في 11 يناير 1961، في ريتشموند، فيرجينيا. الكلمات "أعطني الحرية أو أعطني الموت" مأخوذة من خطاب هنري في المؤتمر الثوري في كنيسة القديس يوحنا في ريتشموند في 23 مارس 1775، وقد تم استخدام أربع لوحات لطباعة كل طابع في السلسلة.
- "أعطني الحرية أو الموت" - باتريك هنري .
- "لقد أقسمت على العداء ضد كل أشكال الطغيان على عقل الإنسان." - توماس جيفرسون .
- "احترم حسن النية والعدالة تجاه جميع الأمم." - جورج واشنطن .

تشمل المعالم في شمال فرجينيا التي تم تخليدها على الطوابع جبل فيرنون، موطن جورج واشنطن وجاره جورج ماسون في جانستون هول. كان ماونت فيرنون، موطن جورج واشنطن، هو الصورة الخلفية للطابع التذكاري للجيش بقيمة سنت واحد والذي صدر في 15 ديسمبر 1936. يحيط بالمنزل صور واشنطن وناثانيال جرين.
ماونت فيرنون هو أول الأضرحة في سلسلة الحرية، وهو طابع بقيمة 1-1/2 سنت صدر في ماونت فيرنون، ألكساندريا، فرجينيا، في 22 فبراير 1956. تُظهر الصورة المصغرة الجانب الشرقي، "واجهة النهر" للمبنى، الذي صممه ويليام ك. شراج من مكتب النقش والطباعة، من صورة فوتوغرافية. ورث واشنطن المكان بعد وفاة شقيقه؛ وكان لورانس قد أطلق عليه هذا الاسم نسبة إلى قائده في البحرية البريطانية، الأميرال إدوارد فيرنون.
تم الاحتفال بقاعة جانستون، موطن جورج ماسون، في 12 يونيو 1958، بطابع بريدي بقيمة 3 سنتات. تُظهر الصورة المصغرة الجانب الشرقي، المطل على النهر، للمنزل الكلاسيكي المبني من الطوب على الطراز الجورجي والذي بناه ويليام باك لاند في عام 1758. كان ماسون مؤلف "قرارات فيرفاكس" التي تضمنت أول دستور لولاية فيرجينيا، ووثيقة فيرجينيا للحقوق، والذي تم رمزه على الطابع البريدي بأقلام الريش المتقاطعة.
تم عرض قاعة ستراتفورد في نورثرن نيك، ومونتيسيلو خارج شارلوتسفيل، وكارلايل هاوس، وحانة جادسبي في ألكساندريا.
كانت قاعة ستراتفورد، موطن روبرت إي لي، هي الصورة الخلفية للطابع التذكاري للجيش بقيمة 4 سنتات والذي صدر في 23 مارس 1937. يحيط بالمنزل صور لي وستونهول جاكسون.
كان مونتيسيلو أحد الأضرحة الثلاثة المميزة في سلسلة الحرية (1954-1968)، والتي ظهرت على طابع بقيمة 20 سنتًا صممه ويليام ك. شراج. صدر هذا الخطاب في مونتيسيلو بالقرب من شارلوتسفيل، فيرجينيا، في 13 أبريل 1956، وهو الذكرى السنوية الـ212 لميلاد جيفرسون. تُظهر الصورة المصغرة الجانب الغربي، "الواجهة الأمامية للحديقة" لمنزل جيفرسون.
تم الاحتفال بالذكرى المئوية الثانية لتأسيس مدينة ألكساندريا في 11 مايو 1949، بطابع بريد جوي بقيمة 6 سنتات يحمل صورة "Carlyle House" في البلدة القديمة و"Gadsby's Tavern".
تم الاحتفال بالذكرى المئوية الثانية لتأسيس جامعة واشنطن ولي، التي تأسست عام 1749، بإصدار طابع بريدي بقيمة 3 سنتات في 12 أبريل 1949. التصميم المركزي عبارة عن منظر للجامعة، محاط بصور واشنطن ولي.
تم إحياء ذكرى مزرعة وولف تراب (بالإنجليزية: Wolf Trap Farm) بطابع بريدي بقيمة 6 سنتات في 26 يونيو 1972. أصبحت الحديقة الآن الحديقة الوطنية للفنون المسرحية في فيينا، فيرجينيا. منذ وقت مبكر من عام 1632 تسببت الذئاب في الكثير من الدمار في المنطقة، لذلك عرض المستوطنون التبغ كمكافأة لمن يتم اصطياد الذئاب. أشارت دراسة مسح رسمية أجريت عام 1739 إلى المنطقة باسم "فخ الذئب". كانت السيدة كاثرين فيلين شوز تستخدم هذا المكان كملجأ لها منذ عام 1930 عندما تبرعت به إلى هيئة المتنزهات الوطنية. تم تدمير المكان الخارجي الموجود على طابع البريد الصادر عام 1972 بالحريق في عام 1982.
تم إحياء ذكرى هيئة حماية المدنيين من خلال إصدار طابع بريدي بقيمة 20 سنتًا في 5 أبريل 1983 في لوراي بولاية فيرجينيا. يصور الطابع بناء امتداد نموذجي على طول مسار أبالاتشيان. أقيم احتفال اليوم الأول للإصدار في بيج ميدوز بولاية فرجينيا، وهو الموقع المعروف بمعسكر فيشنر. أنشأ الرئيس فرانكلين د. روزفلت مركز التعايش السلمي في 5 أبريل 1933، وعين روبرت فيشنر مديرًا له، وكانت مهمته توظيف الآلاف من الشباب لتطوير والحفاظ على الموارد الطبيعية للبلاد خلال فترة الكساد الأعظم. وقد قاموا ببناء الطرق والسدود الري وأبراج الحرائق والمخيمات والمسارات، وزرعوا ما يقرب من 1.3 مليار شجرة وزودوا الجداول والبحيرات بالأسماك والحيوانات البرية.
- تظهر صورة مبنى الكابيتول القديم في فرجينيا في ويليامزبيرج في طابع عام 1988 احتفالاً بالذكرى المئوية الثانية للتصديق على الدستور.
- يظهر منزل جيمس ماديسون في خلفية النصب التذكاري الذي صدر في 18 أكتوبر 2001 تكريمًا له.
- تم إحياء ذكرى روتوندا (جامعة فرجينيا) على طابع بريدي بقيمة 15 سنتًا من سلسلة العمارة الأمريكية في 4 يونيو 1979. كان هذا المبنى واحدًا من أربعة أمثلة للهندسة المعمارية الأمريكية المبكرة بما في ذلك كاتدرائية بالتيمور ودار ولاية بوسطن وبورصة فيلادلفيا. وقد تم اختيار كل منها لتمثل الهندسة المعمارية ذات الجمال والقوة والفائدة.
- تم الاحتفال بمطار واشنطن دالاس الدولي في دالاس، مقاطعة لاودون، فيرجينيا، على طابع بريدي بقيمة 20 سنتًا من سلسلة الهندسة المعمارية الأمريكية في 30 سبتمبر 1982. تم تصميم مطار دالاس على يد إيرو سارينن. كان هذا المبنى واحدًا من أربعة أمثلة على العمارة الحديثة، بما في ذلك مبنى "Fallingwater" من تصميم فرانك لويد رايت، ومبنى معهد إلينوي للتكنولوجيا من تصميم لودفيج ميس فان دير روه، ومبنى "Gropius House" من تصميم والتر غروبيوس. طوابع السلسلة تكرم المهندسين المعماريين الذين صمموا هياكل تمثيلية عظيمة للتصميم.
- تم الاحتفال بمنارة كيب هنري القديمة في إصدار مجلة Southeastern Lighthouses بقيمة 37 سنتًا في 13 يونيو 2003. بُنيت المنارة في عام 1792.

## الرؤساء
وُلِد ثمانية رؤساء للولايات المتحدة في ولاية فرجينيا.

### جورج واشنطن
إصدار 1847إصدار 1861إصدار 1861إصدار 1917إصدار 1938إصدار 1954
يعد جورج واشنطن أول رئيس يظهر على الطوابع البريدية الأمريكية. مع اقتراب نهاية فترة رئاسته الثانية، كَلَّفت مارثا واشنطن الفنان جيلبرت ستيوارت برسم بورتريه لها ولزوجها. عُرف ستيوارت بالبطء في إنجاز لوحاته، لذا لم يتمكن الرئيس وزوجته من رؤية اللوحات مكتملة قبل وفاته في 1828. بعد سنوات، في 1860، أكمل الفنان رامبرانت بيل العمل الذي بدأه ستيوارت، مما جعل هذه الصورة واحدة من أشهر الصور التي أُدرجت على الطوابع البريدية الأمريكية في القرنين التاسع عشر والعشرين. ظل جورج واشنطن الشخصية المحورية التي تزين الطوابع البريدية في الولايات المتحدة، حيث ظهر أكثر من أي رئيس آخر. الصور المنقوشة لواشنطن على الإصدارات المبكرة شكلت النموذج الأساسي الذي اتبعه جميع إصدارات البريد الأمريكية لاحقًا. في كل سلسلة طوابع أميركية نهائية تقريبًا صدرت بين 1851 و1932، ظهر واشنطن على طوابع الفئات العادية (باستثناء الإصدار القصير العمر لعام 1869). ومنذ إصدار أول طابع بريدي أمريكي، ظهر جورج واشنطن على الطوابع أكثر من جميع الرؤساء الأمريكيين الآخرين مجتمعين، بما في ذلك توماس جيفرسون وأبراهام لينكولن، وحتى بنجامين فرانكلين الذي لم يكن رئيسًا.
تتنوع إصدارات طوابع واشنطن بشكل كبير، حيث يصعب تضمين جميع التفاصيل نظرًا لاختلافات بسيطة في الألوان والفئات، مثل طوابع واشنطن-فرانكلين. لكن هناك بعض الإصدارات التي تميزت بتصميماتها الفريدة. على سبيل المثال، عندما أصدر مكتب البريد الأمريكي طابع واشنطن بقيمة 10 سنتات في عام 1847، كان هذا جزءًا من أول إصدار للطوابع البريدية الوطنية الأمريكية. لكن قبل ذلك، كانت صورة واشنطن قد ظهرت على طوابع البريد المحلية عبر خدمات نقل الرسائل الخاصة ومديري مكاتب البريد المحليين.
في عام 1845، أصدر مدير مكتب بريد نيويورك طابعًا مؤقتًا للاستخدام المحلي يحمل صورة أكثر وضوحًا لواشنطن من تلك التي ظهرت في إصدار 1842، والتي كانت أقل دقة. وفي تلك الفترة، ظهر أيضًا صورة واشنطن على عملة نادرة بقيمة 5 سنتات أصدرها مكتب بريد ميلبوري في ولاية ماساتشوستس. وكان جورج واشنطن الرئيس الوحيد الذي ظهر على الطوابع الصادرة عن مديري البريد المحليين في تلك الفترة.
بعد الحرب الأهلية الأمريكية، بدأ تغيير موضوعات وتصاميم الطوابع البريدية الأمريكية. مع انتصار الاتحاد، بدأت الأفكار القومية بالظهور أكثر، وظهر هذا في الطوابع واختيار الشخصيات التي ظهرت على الطوابع. في 1870، ظهرت شخصيات بارزة مثل هنري كلاي، ودانييل ويبستر، ووينفيلد سكوت، وألكسندر هاملتون، وأوليفر هازارد بيري على طوابع بريدية جديدة من فئة 12 سنتًا، و15 سنتًا، و24 سنتًا، و30 سنتًا، و90 سنتًا، وفي العام التالي ظهرت صورة إدوين م. ستانتون، وزير الحرب في عهد لنكولن.
طوال القرن العشرين، ظل جورج واشنطن حاضرًا بشكل لافت على الطوابع البريدية الأمريكية، وقد ظهر في طوابع واشنطن-فرانكلين التي صدرت بين 1908 و1920. كانت هذه الإصدارات فريدة من نوعها، حيث شملت طوابع بأسعار متفاوتة تتراوح من سنت واحد إلى خمسة دولارات، وكلها تحمل نفس الصورة المنقوشة لواشنطن أو فرانكلين. صُمم نقش واشنطن على غرار تمثال نصفي للنحات جان أنطوان هودون.
حتى نهاية الحرب العالمية الأولى، كانت الطوابع التذكارية تُصدر عادةً فقط للترويج للمعارض الوطنية الكبرى، مما حدَّ من ظهور واشنطن على مثل هذه الطوابع. لم يظهر واشنطن في طابع تذكاري إلا في عام 1925، بعد إلغاء هذا القيد. في الأول من يناير 1932، وبمناسبة الذكرى المئوية الثانية لميلاد جورج واشنطن، أصدرت خدمة البريد الأمريكية سلسلة طوابع تذكارية مكونة من اثني عشر طابعًا، كل واحد منها يحمل صورة مختلفة لواشنطن، مصممة استنادًا إلى لوحات مختلفة من فنانين أمريكيين.
وفي السنوات اللاحقة، تم إصدار طوابع تذكارية أخرى احتفالًا بذكرى واشنطن. على سبيل المثال، في 1982، تم إصدار طابع تذكاري بمناسبة الذكرى الـ250 لميلاد واشنطن، كما تم إصدار طوابع في 1984 بمناسبة الذكرى الخمسين للأرشيف الوطني، بالإضافة إلى طابع تم إصداره في 1994 يحمل اسم واشنطن وجاكسون، وصُمم على غرار تصميم طابع عام 1869 الذي لم يتم استخدامه.
في عام 2001، أصدر مكتب البريد طابعًا بريديًا جديدًا يحمل صورة واشنطن، ليظل وجهه حاضرًا على الطوابع حتى اليوم، بالرغم من قلة ظهوره مقارنةً بالقرن التاسع عشر وأوائل القرن العشرين.

### توماس جيفرسون

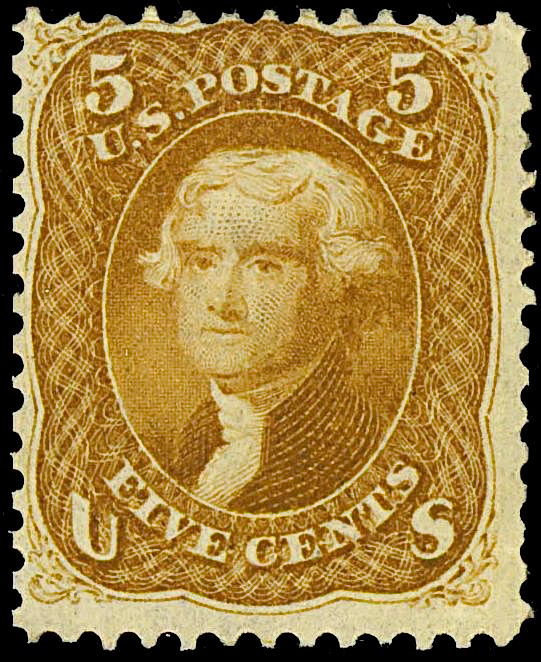
إصدار 1861
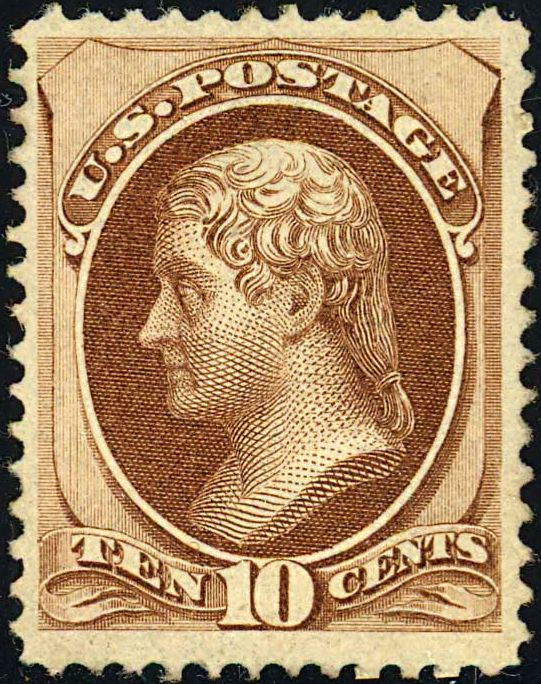
إصدار 1870
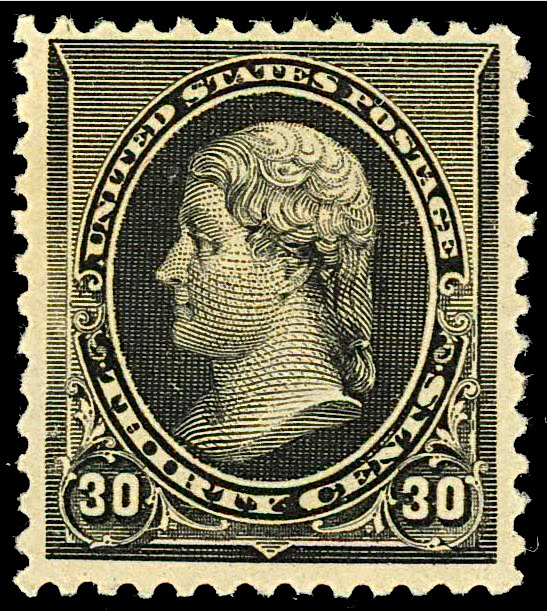
إصدار 1890
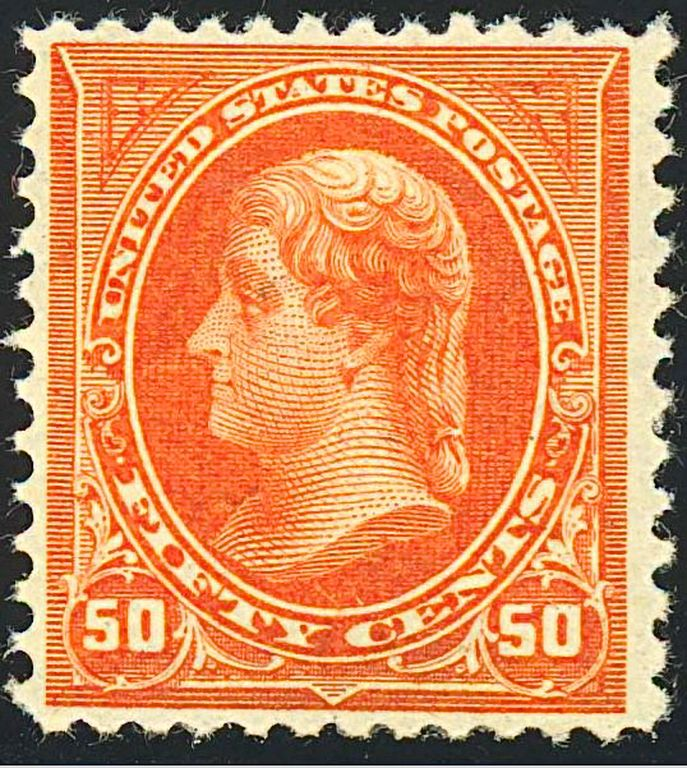
إصدار 1894

تم تصوير وجه الرئيس توماس جيفرسون على العديد من الطوابع البريدية الأمريكية عبر السنين. وكان أول طابع يُظهر صورته قد أُصدر في عام 1856، أي بعد تسع سنوات من إصدار أول طابعين بريديين يصوران جورج واشنطن وبنجامين فرانكلين في عام 1847، وذلك في فترة كانت تستخدم فيها الأختام اليدوية لتوثيق دفع رسوم البريد. ورغم أن جيفرسون يتمتع بشعبية كبيرة تقارب تلك التي يتمتع بها واشنطن، إلا أن ظهوره على الطوابع البريدية الأمريكية كان أقل تكرارًا. بخلاف ظهوره في سلسلة الطوابع التي تضم صور واشنطن وفرانكلين.
في 12 أبريل 1870، أصدر مكتب البريد الأمريكي الطابع الثالث الذي يكرم الرئيس توماس جيفرسون. كان هذا الطابع بقيمة 10 سنتات، وطُبع بواسطة شركة الأوراق المالية الوطنية في عام 1859. في نفس العام، كلفت الحكومة الأمريكية النحات هيرام باورز بصنع تمثالين بالحجم الطبيعي من الرخام لعرضهما في مبنى الكابيتول الأمريكي. أحد التماثيل كان لبنجامين فرانكلين والآخر لتوماس جيفرسون، وقد اكتمل تمثال جيفرسون في عام 1863. استخدم باورز هذا التمثال كنموذج لتصميم نقش صورة جيفرسون على الطابع البريدي الصادر في عام 1870.
في 1 نوفمبر 1894، أصدر مكتب البريد الأمريكي أول طابع بريدي بقيمة 50 سنتًا كجزء من سلسلة الطوابع الرسمية الأولى التي طُبِعت بواسطة مكتب النقش والطباعة. استند تصميم هذا الطابع إلى تصميم إصدار بقيمة 30 سنتًا باللون الأسود، الذي صدر في عام 1890، واستخدم نفس صورة توماس جيفرسون المنقوشة التي قام بها الفنان ألفريد جونز. ورغم أن التصميم كان مشابهًا إلى حد كبير للطابع السابق، إلا أن الطابع الجديد كان يتميز بلونه البرتقالي والمثلثات الموجودة في الزوايا العلوية، مما جعله سهل التمييز.
في 23 مارس 1903، صدر الطابع الثاني بقيمة 50 سنتًا باللون البرتقالي الذي يصور الرئيس توماس جيفرسون. صُمم الطابع بواسطة ر. أوستراندير سميث، مستندًا إلى لوحة شهيرة لجيفرسون رسمها الفنان جيلبرت ستيوارت عام 1805. وتم نقش صورة جيفرسون على الطابع بواسطة جورج إف. سي. سميلي.
عاد توماس جيفرسون للظهور على الطوابع البريدية الأمريكية في السلسلة الرسمية التالية لعام 1923، حيث تم تصويره على طابع بقيمة تسعة سنتات من تصميم كلير أوبري هيوستن. في تصميم هذا الطابع، أعاد هيوستن استخدام النقش الذي كان قد صممه جورج إف. سي. سميلي لجيفرسون، والذي كان قد ظهر سابقًا على الطابع بقيمة سنتين من سلسلة "معرض صفقة شراء لويزيانا" لعام 1904. الجدير بالذكر أن النموذج الذي استخدمه سميلي في نقشه كان لوحة شهيرة لجيفرسون رسمها جيلبرت ستيوارت في عام 1805. تم نقل نقش سميلي إلى قالب جديد وأُعيد العمل عليه بواسطة نقاشي المكتب، جون إيسلر وليو كوفمان، لاستخدامه في إصدار طابع جيفرسون لعام 1923.
ظهر توماس جيفرسون على طابع بقيمة ثلاثة سنتات ضمن سلسلة الرؤساء لعام 1938، والتي كانت تُستخدم لتغطية رسوم الرسائل العادية. كانت هذه السلسلة هي أول طوابع رسمية أمريكية تُصمم خصيصًا لتضع رئيسًا غير جورج واشنطن على طابع مخصص لفئة الرسائل العادية.
في 15 سبتمبر 1954، تم إصدار طابع جيفرسون بقيمة 2 سنت ضمن سلسلة "الحرية" في سان فرانسيسكو، كاليفورنيا. صادف أن رسوم إرسال البطاقات البريدية ارتفعت إلى 2 سنت في نفس يوم إصدار هذا الطابع، مما جعله شائعًا جدًا في استخدام البريد. تم أخذ نقش جيفرسون من لوحة شهيرة رسمها الفنان جيلبرت ستيوارت، والتي تعرض حاليًا في متحف كلية بودوين للفنون في برونزويك، ولاية ماين.
في 12 يناير 1968، صدر طابع بقيمة 1 سنت باللون الأخضر في جيفرسونفيل، إنديانا. صُمم هذا الطابع بواسطة روبرت جيسمان، مستندًا إلى لوحة رسمها رامبرانت بيل لجيفرسون عام 1800. وقد قام إدوارد آر. فيلفر بنقش صورة جيفرسون على الطابع.
وفي 13 أبريل 1993، أصدر مكتب البريد طابعًا بقيمة 29 سنتًا يصور توماس جيفرسون في شارلوتسفيل، فرجينيا. هذا الطابع كان جزءًا من سلسلة "الأمريكيون العظماء". تم تصميمه بواسطة كريستوفر كال، بينما تم نقش القالب الخاص به بواسطة شركة ستامب فينتشرز.
ظهر توماس جيفرسون على إصدارين تذكاريين أمريكيين فقط. كان الأول في عام 1904، وهو واحد من أولى الإصدارات التذكارية التي كرمت رؤساء الولايات المتحدة، إلى جانب الطوابع التي تكريمان جيمس مونرو وويليام ماكينلي. كان الطابع الأول الذي يصور جيفرسون هو طابع بقيمة 2 سنتًا تم إصداره في عام 1904، وكان جزءًا من سلسلة "معرض صفقة لويزيانا"، التي كانت مخصصة للاحتفال بذكرى صفقة شراء لويزيانا.
أما الإصدار التذكاري الآخر الذي تكريماً لجيفرسون فكان طابعًا بقيمة 22 سنتًا ضمن سلسلة "أميريبكس الرئاسية" التي تم إصدارها في عام 1986.

### جيمس ماديسون

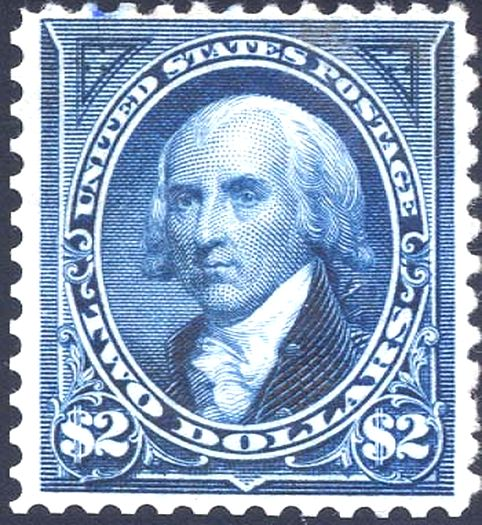
1894
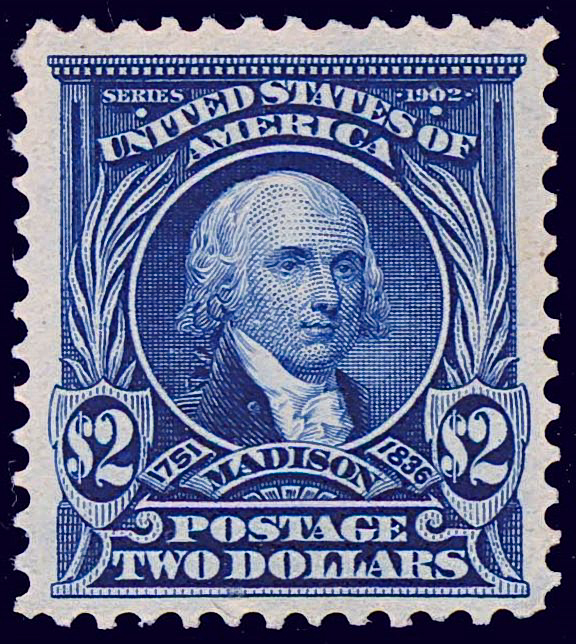
1903

تم تكريم جيمس ماديسون، الرئيس الرابع للولايات المتحدة، من خلال طابع بريدي بقيمة 2 دولار صدر في عام 1894. كان زعيمًا في الجمعية الاستعمارية لولاية فرجينيا وشارك في صياغة دستور فرجينيا لعام 1776. خدم في الكونغرس القاري، وفي الكونغرس الدستوري الأول وضع إطارًا لقانون الحقوق. كان وزيراً للخارجية في عهد الرئيس جيفرسون، وشهدت فترة رئاسته حرب عام 1812. ظهرت ماديسون مرة أخرى على طابع البريد بقيمة 2 دولار للإصدار الثاني للمكتب (1902-1908)، والذي صممه آر. أوستراندر سميث من لوحة لفنان غير معروف. العدد الأصلي، الذي طُبع منه حوالي 31 ألف نسخة، يحمل علامة مائية وله لون أزرق غامق مميز. وعلى النقيض من ذلك، تم إنتاج حوالي 305,000 نسخة من إعادة الإصدار (1917)، والتي لا تحمل علامة مائية. تُستخدم عادةً للبريد الخارجي الثقيل، بالإضافة إلى المحاسبة الداخلية لقسم البريد.
أصدر مكتب البريد طابعًا بقيمة 4 سنتات من مدينة ماديسون في الأول من يوليو عام 1938، كجزء من الإصدار الرئاسي الذي صدرَ في ذلك العام. تم تصميم نقش ماديسون في هذا الإصدار على غرار تمثال نصفي لفريدريك ويليام سيفرز معروض في مبنى الكابيتول في ريتشموند، فيرجينيا.
على الرغم من ظهورهِ على طوابع بريدية رسمية، لم يظهر ماديسون أبدًا على أي طابع تذكاري أمريكي حتى تم تضمينه مع الرؤساء السابقين الآخرين في إصدارٍ رئاسيّ تذكاريّ بقيمة 22 سنتًا في مجموعة أميريبكس صدر في عام 1986.
كرمت هيئة البريد جيمس ماديسون في عام 2001 بإصدار طابع تذكاري واحد بمناسبة الذكرى السنوية الـ250 لميلاده، وتم إصداره لأول مرة في نيويورك، في 18 أكتوبر 2001. صُمِّم الطابع بواسطة جون تومسون (بالإنجليزية: John Thompson).

### جيمس مونرو
كان أول طابع بريدي أمريكي مخصص لتكريم الرئيس جيمس مونرو هو الطابع التذكاري لمعرض صفقة شراء لويزيانا، والذي صدر في عام 1904 بقيمة 3 سنتات. تم نقش صورة مونرو بواسطة الفنان جورج إف. سي. سيميل، مستندًا إلى لوحة رسمها جون فانديرلين، والتي تُعرض حاليًا في قاعة مدينة نيويورك. تم بيع إصدارات الطوابع الخمسة لهذه المجموعة، التي تضمنت ثلاثة طوابع حملت أول صور رئاسية تظهر في الإصدارات التذكارية الأمريكية، فقط خلال الأشهر السبعة التي استغرقها المعرض.
أما الطابع العادي "البرتقالي/الأصفر" بقيمة 10 سنتات فقد صدر في أعوام 1923 و1925 و1927، وكان أول إصدار نهائي لتكريم مونرو. صممه كلير أوبري هيوستن، واختار فيه صورة الرئيس مونرو التي تم استخدامها سابقًا في طابع الثلاثة سنتات من سلسلة "معرض صفقة لويزيانا" لعام 1904. وقد قام إدوارد جيه هاين بنقل صورة مونرو المنقوشة بواسطة جورج سيميل إلى قالب جديد وترميمها.
وأخيرًا، يصور الطابع الرئاسي بقيمة 5 سنتات لعام 1938 الرئيس مونرو في صورة جانبية، وهو النمط نفسه الذي استخدم في جميع الصور ضمن تلك السلسلة. تم نقش صورة مونرو بناءً على ميدالية الكونغرس التي صممها موريتز فورست، وتم سكها في دار سك العملة الأمريكية.
في 28 أبريل 1958، أصدر مكتب البريد في مونتروس بولاية فرجينيا طابعًا بقيمة 3 سنتات لإحياء الذكرى المئوية الثانية لميلاد جيمس مونرو. تم تصميم هذا الطابع بواسطة فرانك كونلي، مستندًا إلى صورة شهيرة لمونرو رسمها الفنان جيلبرت ستيوارت.
أما صورة إصدار 5 سنتات لعام 1954 فقد صُممت استنادًا إلى لوحة رسمها رامبرانت بيل، وهي معروضة حاليًا في مكتب ومتحف جيمس مونرو للمحاماة في فريدريكسبيرج بولاية فرجينيا، وهو المكان الذي عمل فيه مونرو كمحامٍ.
وفي عام 1986، تم تكريم جيمس مونرو عبر إصدار طابع تذكاري ضمن سلسلة "أميريبكس الرئاسية" بقيمة 22 سنتًا.
الرؤساء الآخرون الذين ظهروا أيضًا على الطوابع: وليام هنري هاريسون، جون تايلر، زاكاري تايلور، وودرو ويلسون.